# بوشویاراش
بوشویاراش (مجاری: Busójárás و کرواتی: Pohod bušara) یا رژهٔ بوشو جشن سالیانهٔ شش روزه‌ای در پایان فصل کارناوال‌ها است که توسط شوکاتس‌ها، گروهی از اسلاوهای جنوبی مجارستان در موهاچ برگزار می‌شود و روز پیش از چهارشنبه خاکستر به پایان می‌رسد. مشخصهٔ این جشن، بوشوها با نقاب چوبی و ردای پشمی، مبدل‌پوشی، موسیقی، بالماسکه، رژه، رقص و پایکوبی است و نمایش‌هایی چون به خشکی آمدن بوشوها از دانوب، سپردن تابوت به آب و سوزاندنش نیز انجام می‌گیرد. به‌طور سنتی، بوشوها با تماشاچیان زن و دختر شوخی و بازی دارند و رفتار مناسب با بازدیدکنندگان طبق قوانین معمول پیش نمی‌رود.
بوشویاراش از سال ۲۰۰۹ در فهرست میراث فرهنگی ناملموس یونسکو قرار گرفته‌است.

## شرح رسوم
نقاب بوشو از چوب درخت بید حکاکی و به‌طور سنتی با خون لاشهٔ حیوان نقاشی شده و سرپوشی از پوست گوسفند دارد. پوشش بوشو عبارت است از پای‌پوش، چکمه، شلوار کتان سفید، پوست و خز گوسفند که از کمر با طناب یا زنجیر بسته و چند زنگوله به آن متصل‌شده، و کیفی آویزان از روی شانه. لوازم جانبی معمولاً عبارتند از وسیله‌ای به شکل جغجغه از چوب برای ایجاد سروصدا، گرز، شاخ چوبی بلند، تختهٔ لباسشویی، تیرک چوبی حمل آب و بوشوی نوزاد در تشت ورز خمیر.
«بوشوهای زیبا» لباس‌های ملی مختلف به تن دارند و صورت خود را می‌پوشانند.
«یانکِله‌ها» پسرانی هستند که جامهٔ ژنده پوشیده و صورت خود را با تور و جوراب می‌پوشانند و گونی پر از خاکستر و آرد (اکنون فقط تکه پارچه یا خاک اره) بر دوش حمل می‌کنند؛ آنها تماشاگران به خصوص دختران را با آن می‌زنند.
زنان با روبنده، مردان با لباس عروسی و چهره‌های مبدل‌پوش دیگر، در موهاچ «ماشکارا» نامیده می‌شوند.
در طول مراسم، بوشوها، یانکله‌ها و مبدل‌پوش‌ها مشمول قوانین اخلاقی معمول در روزهای هفته نیستند که شامل حمله به دختران و زنان و شوخی با آنان است.

## زمان‌بندی
به‌طور سنتی فاصلهٔ بین خاج‌شویان تا چهارشنبه خاکستر در آغاز چله روزه زمانی برای جشن و سرگرمی در فرهنگ اروپایی است. به همین ترتیب بوشویاراش به نشانهٔ پایان زمستان در ماه فوریه برای شش روز به طول می‌انجامد. زمان کارناوال توسط اولین ماه کامل پس از اعتدال بهاری تعیین می‌شود و هر سال تاریخ آن متفاوت است. جشن در روز پنجشنبه چاق با عنوان «کارناوال کوچک» آغاز می‌شود ولی بزرگ‌ترین جشن یا «کارناوال یکشنبه» به هفتمین یکشنبه قبل از روز عید پاک می‌افتد. در روز سه‌شنبه اعتراف و آخرین روز از برنامه، «جشن تدفین» برگزار می‌شود که در آن تابوت کارناوال در آتش می‌سوزد.

## خاستگاه
در میان اسلاوها و مردم ترک، چنین مراسم مشابهی وجود دارد مثل کوکری، کورنتووانیه، آرسورا، شوراله و پیتسن؛ اگرچه ماسک بوشوها بیشترین شباهت را به به کوکری‌های بلغار دارد. شکل کنونی بوشویاراش به رسوم عامیانهٔ شوکاتس‌های بالکانی‌الاصل بازمی‌گردد که در نواحی اطراف موهاچ ساکن و در حلقه فرهنگی کروات‌های مجارستان زندگی کرده‌اند. اولین گزارش از ظهور رسوم عامیانه آنها در سال ۱۷۸۳ ذکر شده‌است. موهاچ در سال ۱۶۸۷ از تسلط ترک‌ها آزاد شد و بخش زیادی از شوکاتس‌ها تنها پس از آن، احتمالاً بین سال‌های ۱۶۸۷ و ۱۶۹۰ در مناطق خالی از سکنه اسکان داده‌شدند.
بر اساس روایاتی عامیانه در زمان تسلط ترکان عثمانی بر موهاچ شوکاتس‌ها در کنار باتلاق‌های دانوب زندگی می‌کردند. در رؤیای کسی از آنها مردی وی را توصیه می‌کند به پوشیدن ماسک‌های چوبی ترسناکِ آغشته به خون و پوست گوسفند و ساختن وسیله‌هایی با صدای بلند و عبور از دانوب در پوشش شب و ترساندن ترکان و فراری دادن آنها؛ شوکاتس‌ها نیز در شبی طوفانی چنان کردند و موفقیت‌آمیز بود. روایتی باورپذیرتر اما، رسم بوشو را به آداب و رسوم عامیانه مردمان بالکان برای پایان زمستان، دفع پلیدی‌ها، آغاز بهار و باروری مربوط می‌دارد.

## یادداشت
1. ↑  به ضم شین

## نگارخانه

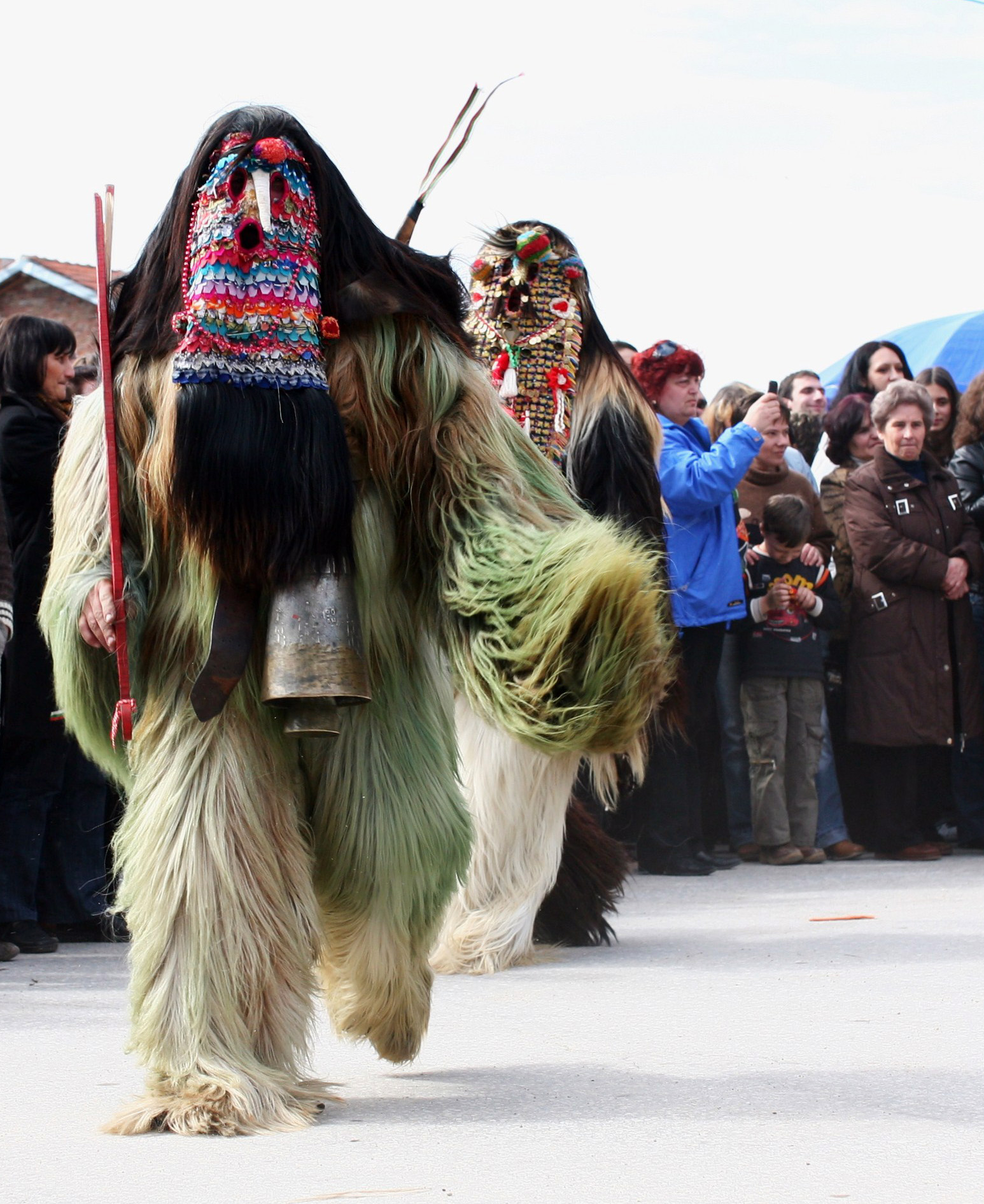
کوکِری بلغارستان
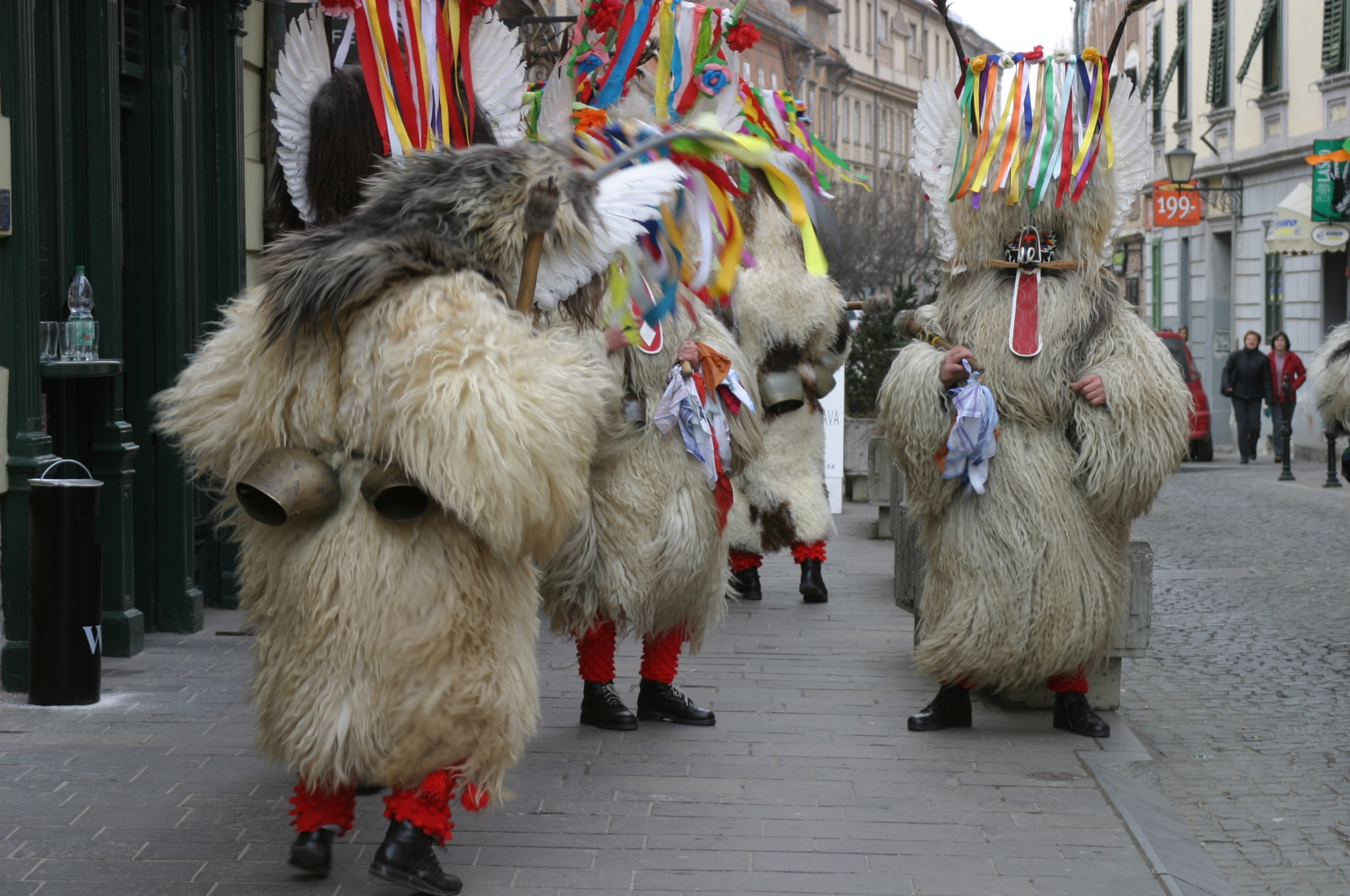
کورنتووانیه اسلوونی در شهر پتوی
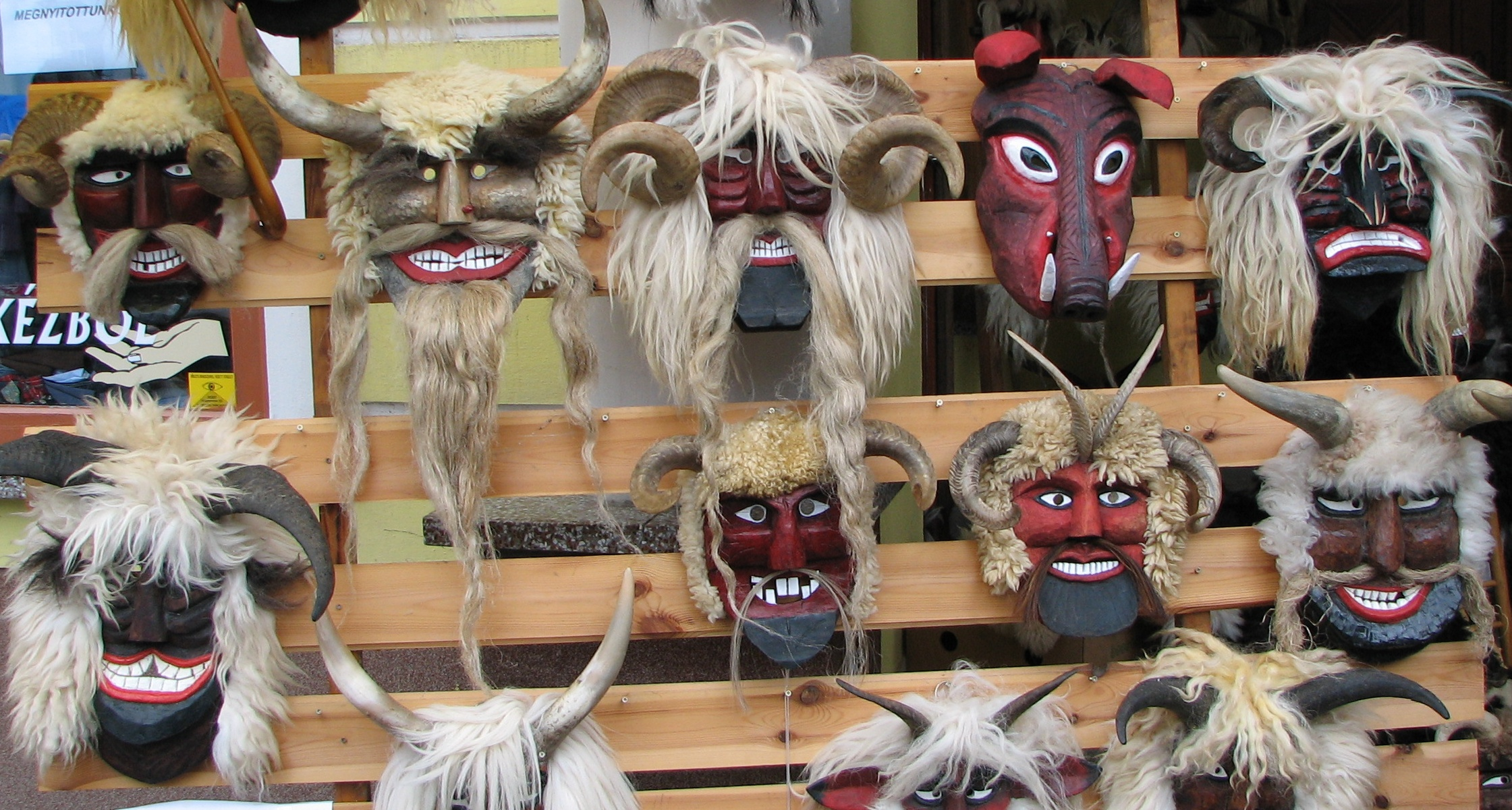
نقاب بوشو
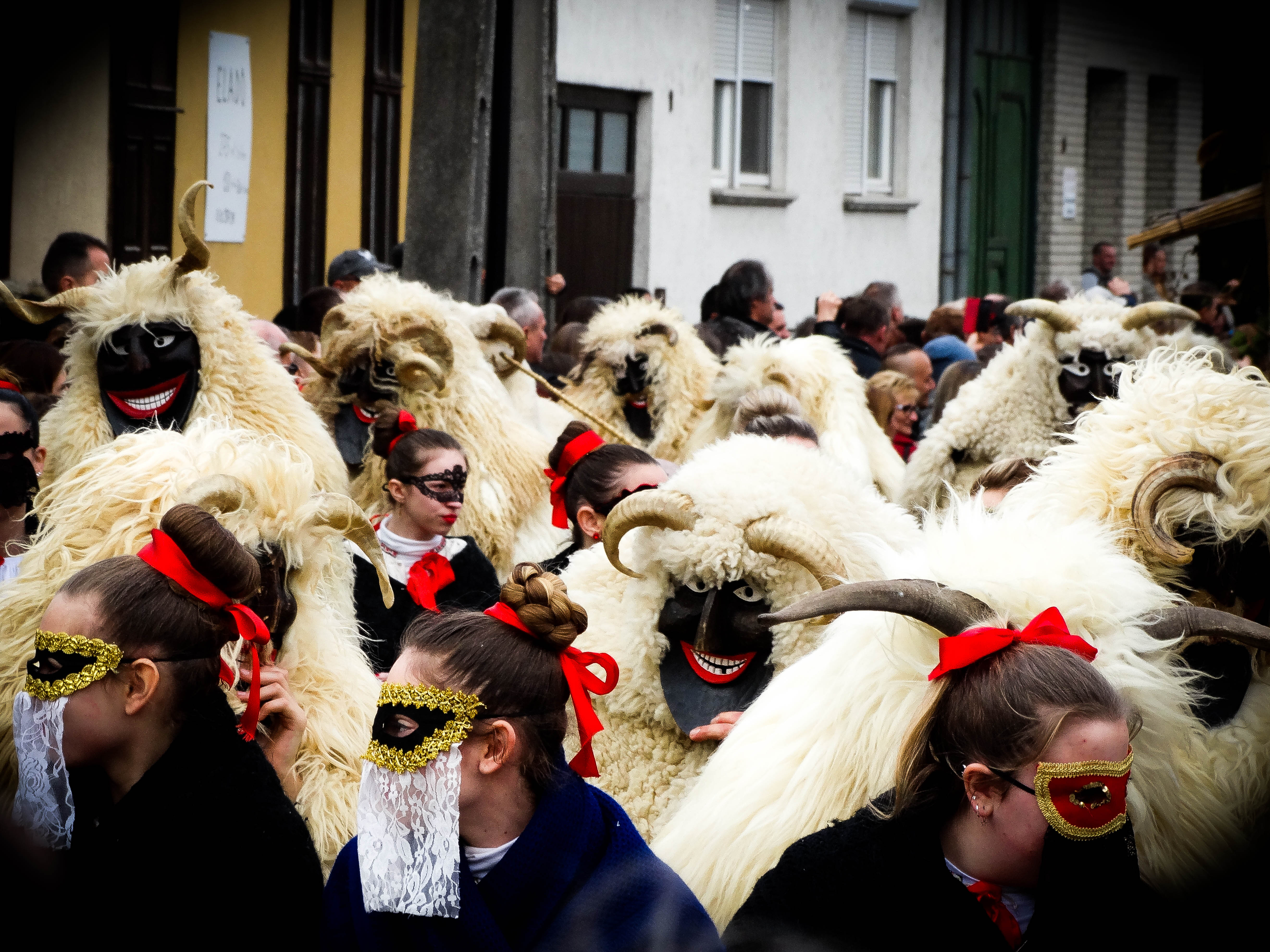
بوشویاراش
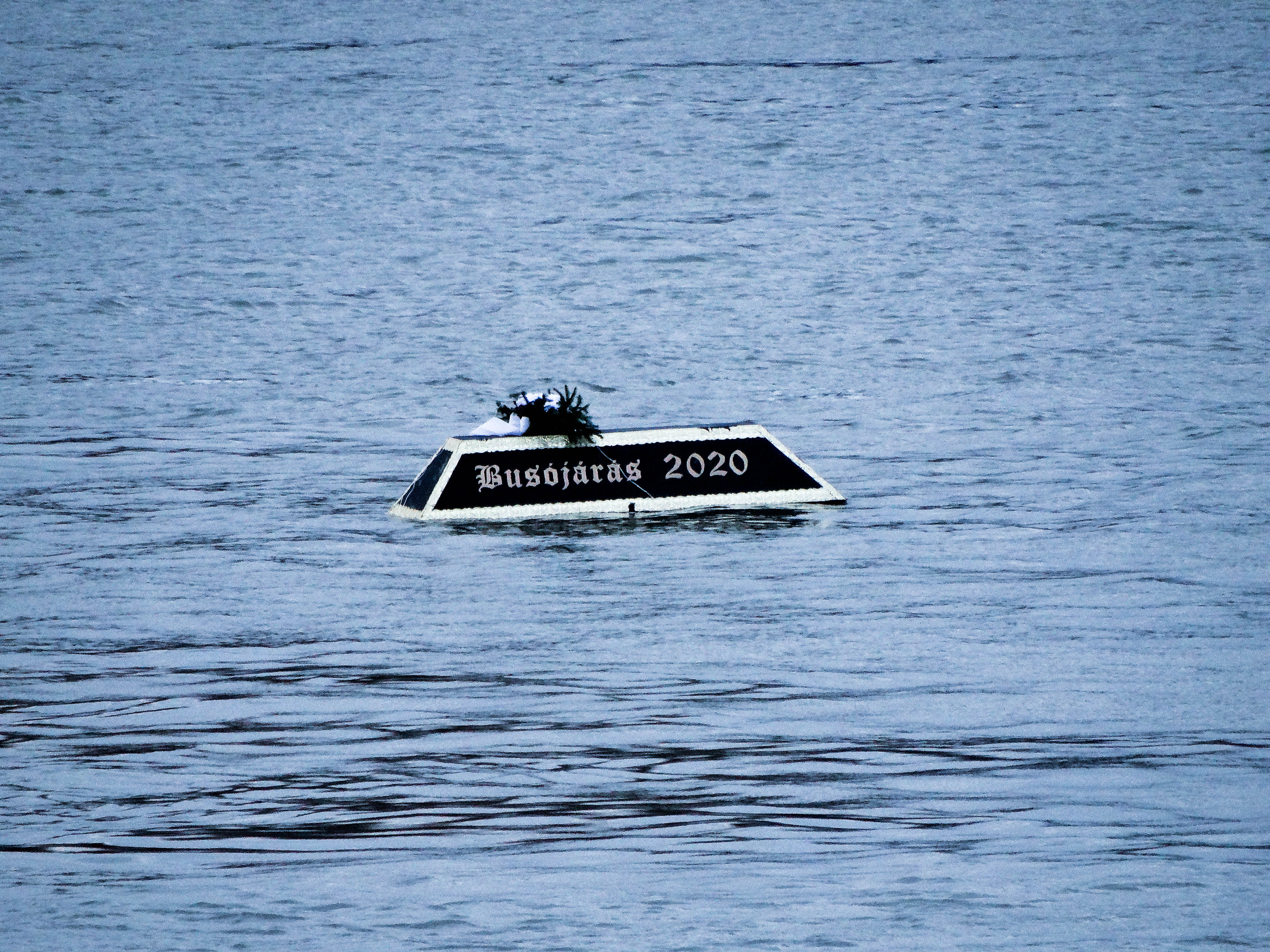
سپردن تابوت بوشویاراش به آب، سال ۲۰۲۰